# (6131) Towen
(6131) Towen (1990 OO3) – planetoida z pasa głównego asteroid okrążająca Słońce w ciągu 3 lat i 283 dni w średniej odległości 2,42 j.a. Została odkryta 27 lipca 1990 roku.